# Itapetininga
Itapetininga è un comune del Brasile nello Stato di San Paolo, parte della mesoregione di Itapetininga e della microregione omonima.

## Educazione

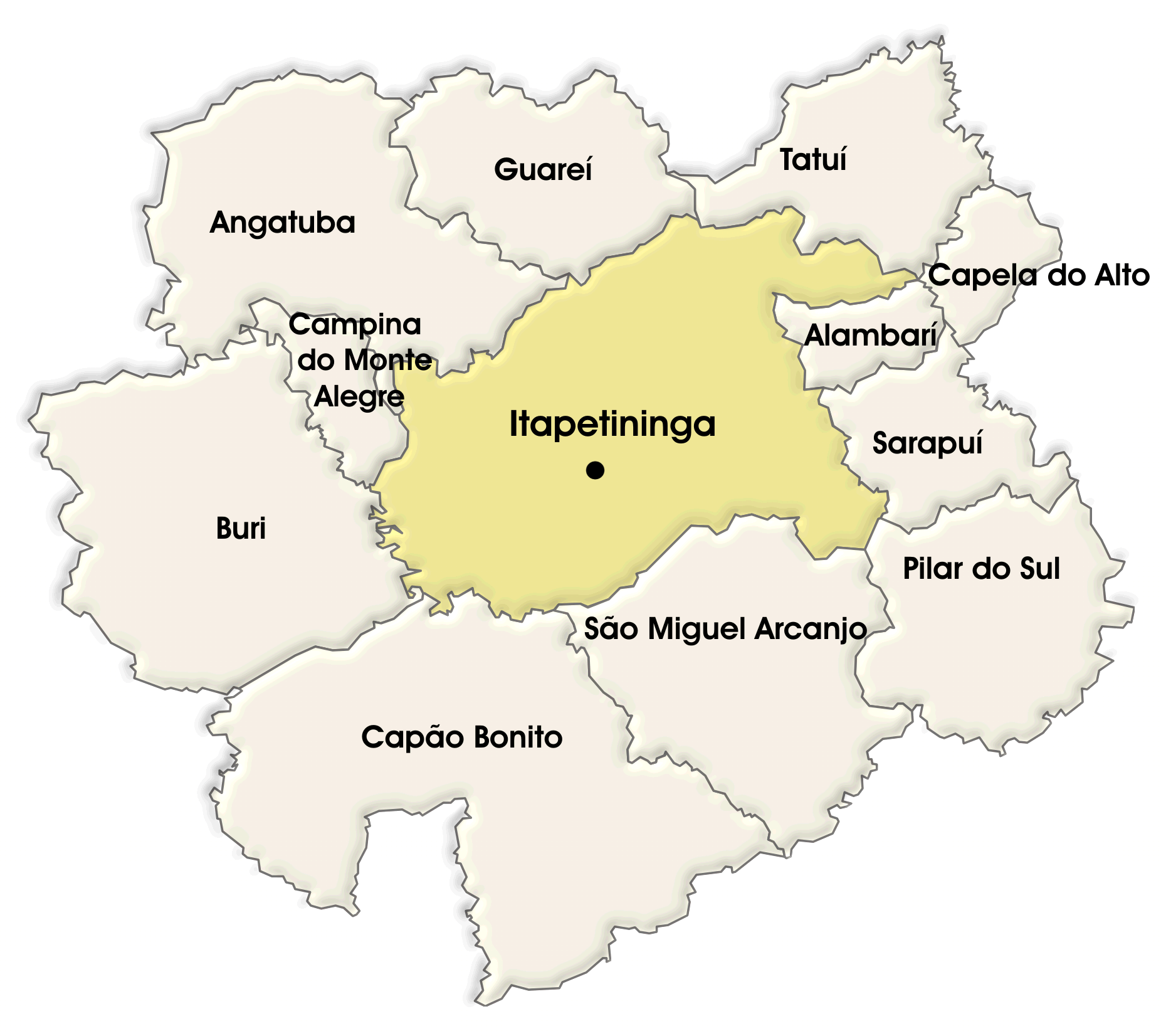
Itapetininga e comuni limitrofi

Conosciuta come terra das escolas (terra delle scuole), Itapetininga possiede quattro università private, due pubbliche ed un campus della Universidade Aberta do Brasil (UAB), che amministra i corsi EaD (Educazione a Distanza, nella sigla in portoghese) dell'Universidade Federal de São Carlos (UFSCar) e dell'Universidade de Brasília (UnB).

## Gastronomia
Itapetininga è riconosciuta per essere patria del Bolinho de Frango (pallina di pollo, in italiano), una sfera fritta fatta di pasta di mais ripiena di pollo. La città possiede una relativamente bassa varietà di ristoranti, che sono principalmente pizzerie e birrerie.

## Società

### Religione
La religione principale è quella cattolica, ma è forte l'influenza di quella protestante e dello spiritismo.